# Gérard Mourou
Gérard Albert Mourou (Albertville, França, 22 de junho de 1944) é um físico francês, que trabalha com a física do laser e óptica não-linear.
Recebeu o Prêmio R. W. Wood de 1995, o Prêmio Willis E. Lamb de 2005 e o Prêmio Charles Hard Townes de 2009. É fellow da Optical Society, que o agraciou com a Medalha Frederic Ives de 2016, do Instituto de Engenheiros Eletricistas e Eletrônicos (IEEE) e membro da Academia Nacional de Engenharia dos Estados Unidos.
Recebeu o Berthold Leibinger Zukunftspreis de 2016.
Recebeu o Nobel de Física de 2018, juntamente com Arthur Ashkin e Donna Strickland.